# Osram-Höfe

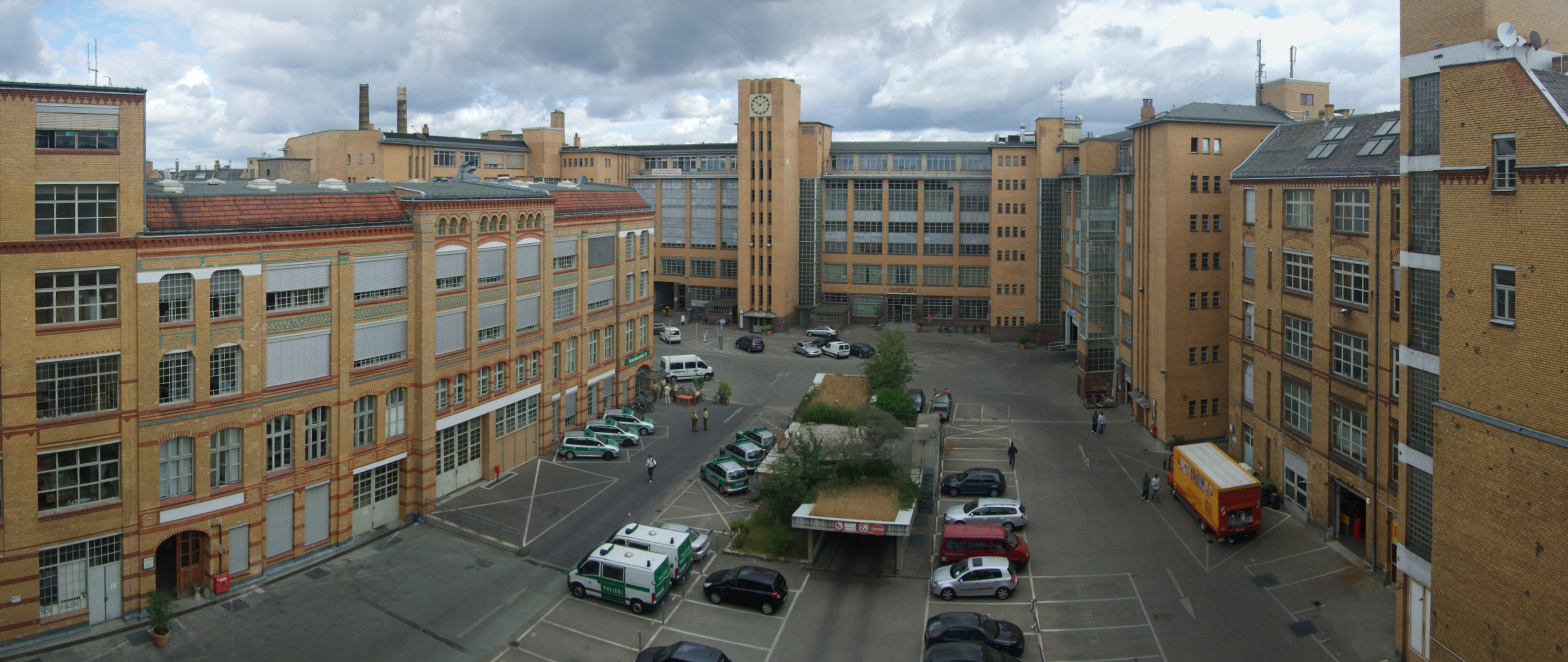
Osramhöfe, Seestraße 64 (früher: Nummer 32) / Oudenarder Straße 16–20 / Groninger Straße 25–27 / Liebenwalder Straße 21

Die Osram-Höfe sind ein denkmalgeschütztes Gebäudeensemble im Berliner Ortsteil Wedding. Auf dem ehemaligen Fabrikgelände der Bergmann-Electricitäts-Werke AG wurden ab 1904 die ersten Glühlampen in Deutschland produziert. Nach der Übernahme durch die Osram GmbH 1935 wurde der Fabrikkomplex als Osram-Werk B (B wie Bergmann) genannt und zu einem der größten Glühlampenwerke Europas ausgebaut. Nachdem das Unternehmen große Teile seiner Produktion zur Nonnendammallee nach Spandau verlegt hatte, erhielt das Gewerbezentrum an der Seestraße den Namen Forum und Carrée Seestraße, wobei im Volksmund der Begriff „Osram-Höfe“ erhalten blieb. Die Gebäude wurden 1997 von der THG-Immobilien-Verwaltung gekauft, die sie für einen dreistelligen Millionenbetrag in Büros und Geschäfte umbaute. Heute firmiert das Gelände unter dem Namen Carrée Seestraße.

## Geschichte
Nachdem Sigmund Bergmann 1879 in den Vereinigten Staaten zusammen mit Thomas Alva Edison die Glühlampe entwickelt hatte, war diese bei der Pariser Elektrizitätsausstellung 1881 eine „epochale Sensation“. In diesem Zusammenhang besuchte Bergmann 16 Jahre nach seiner Auswanderung in die USA erstmals wieder Deutschland. Durch die Gründung des Deutschen Reichs 1871 hatten Industrie und Handel einen starken Aufschwung erlebt, und in Berlin erkannte Bergmann das Potential der noch jungen, aber sich dank Werner von Siemens gut entwickelnden Elektroindustrie.
Mit dem starken Wachstum von Bergmanns Betrieb in den USA stiegen im April 1881 zunächst Edward H. Johnson und im September 1882 Edison in das neue Unternehmen ein, das nunmehr die Firma S. Bergmann & Company führte. Als Edison 1889 beschloss, alle Unternehmen seines inzwischen verstreut gewachsenen Konzerns in der Edison General Electric Company zusammenzufassen, verkaufte Bergmann seine Anteile und ging zurück nach Deutschland. Mit dem Verkaufserlös gründete er an der Fennstraße in Berlin-Wedding 1891 die offene Handelsgesellschaft (oHG) Sigmund Bergmann & Co., mit der er zunächst ähnliche Artikel wie zuletzt in New York herstellte. Bereits 1893 wurde das Unternehmen in eine Aktiengesellschaft umgewandelt und firmierte als Bergmann Electricitäts-Werke AG. Ab 1904 stellte er die „Bergmann-Metallfadenlampe“ her. Da das bisherige Werksgelände in der Fennstraße zu klein geworden war, begann er im gleichen Jahr mit dem Bau neuer Anlagen auf dem Areal der heutigen Osram-Höfe. Das Glühlampenwerk bestand aus mehreren mehrgeschossigen Fabrikgebäuden, die in verschiedenen Bauabschnitten zwischen 1904 und 1910 entstanden, aber mit ihrer gelben Klinkerverkleidung ein einheitliches Bild bieten. Bereits 1910 erreichte das Werk einen täglichen Ausstoß von 16.000 Metallfaden-Lampen. Damit gehörte Bergmanns Unternehmen zu den größten Arbeitgebern im Bezirk. Zu Hochzeiten arbeiteten hier 5500 Menschen. Weitere Bauten kamen von 1912 bis 1914 hinzu.

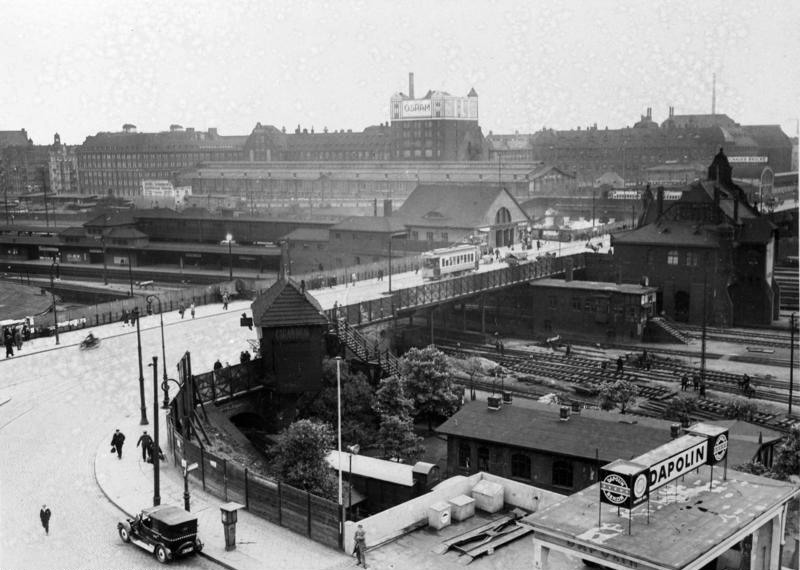
Bahnhof Warschauer Straße in Berlin-Friedrichshain mit Osram-Werk D (Drahtwerk) im Hintergrund (1930)

Die Glühlampenherstellung gehörte vor dem Ersten Weltkrieg zu den am schnellsten wachsenden Bereichen der Elektroindustrie. Zu dieser Entwicklung trug die seit 1905 produzierte Wolframlampe mit einem Glühfaden aus Wolfram bei, für deren Vertrieb Carl Auer von Welsbach die Wortmarke OSRAM schuf, ein Kofferwort aus Osmium und Wolfram, das auf die beiden wegen ihres hohen Schmelzpunktes von über 3000 °C bzw. 3400 °C für Glühfäden verwendeten Metalle verweist. Am 10. März 1906 meldete die Deutsche Gasglühlicht-Anstalt das Warenzeichen OSRAM für „Elektrische Glüh- und Bogenlichtlampen“ beim damaligen Kaiserlichen Patentamt in Berlin an. Im November 1918 gliederte die Deutsche Gasglühlicht AG ihr Glühlampengeschäft in die OSRAM GmbH KG mit Sitz im Berliner Ortsteil Friedrichshain (in der heutigen „Oberbaum City“) aus. Nach dem Verlust der Auslandsmärkte durch den Ersten Weltkrieg erschien es den drei führenden deutschen Glühlampenherstellern AEG, Siemens & Halske (S & H) und Deutsche Gasglühlicht AG sinnvoll, die gemeinsamen Interessen zu bündeln. Das erste Geschäftsjahr und die Gründung der Gesellschaft wurden rückwirkend auf den 1. Juli 1919 festgesetzt.
Neben dem Stammwerk in Berlin-Friedrichshain besaß die Osram GmbH KG die beiden von S & H und AEG übernommenen Werke an der Helmholtzstraße in Charlottenburg (Osram-Werk S; S wie Siemens) bzw. an der Sickingenstraße in Moabit (Osram-Werk A; A wie AEG). Die Produktion der Glaskolben erfolgte später dann weitgehend in Weißwasser/Oberlausitz (Osram-Werk W). Die so genannte „Lampenstadt“, das Stammwerk in Friedrichshain, wurde zum Osram-Werk D (D wie Drahtwerk) und war bis 1945 Unternehmenssitz. 1935 übernahm Osram schließlich die Glühlampenfabrik der Bergmann-Electricitäts-Werke AG (Osram-Werk B; B wie Bergmann). 1936–1937 wurde das Werk B erweitert.

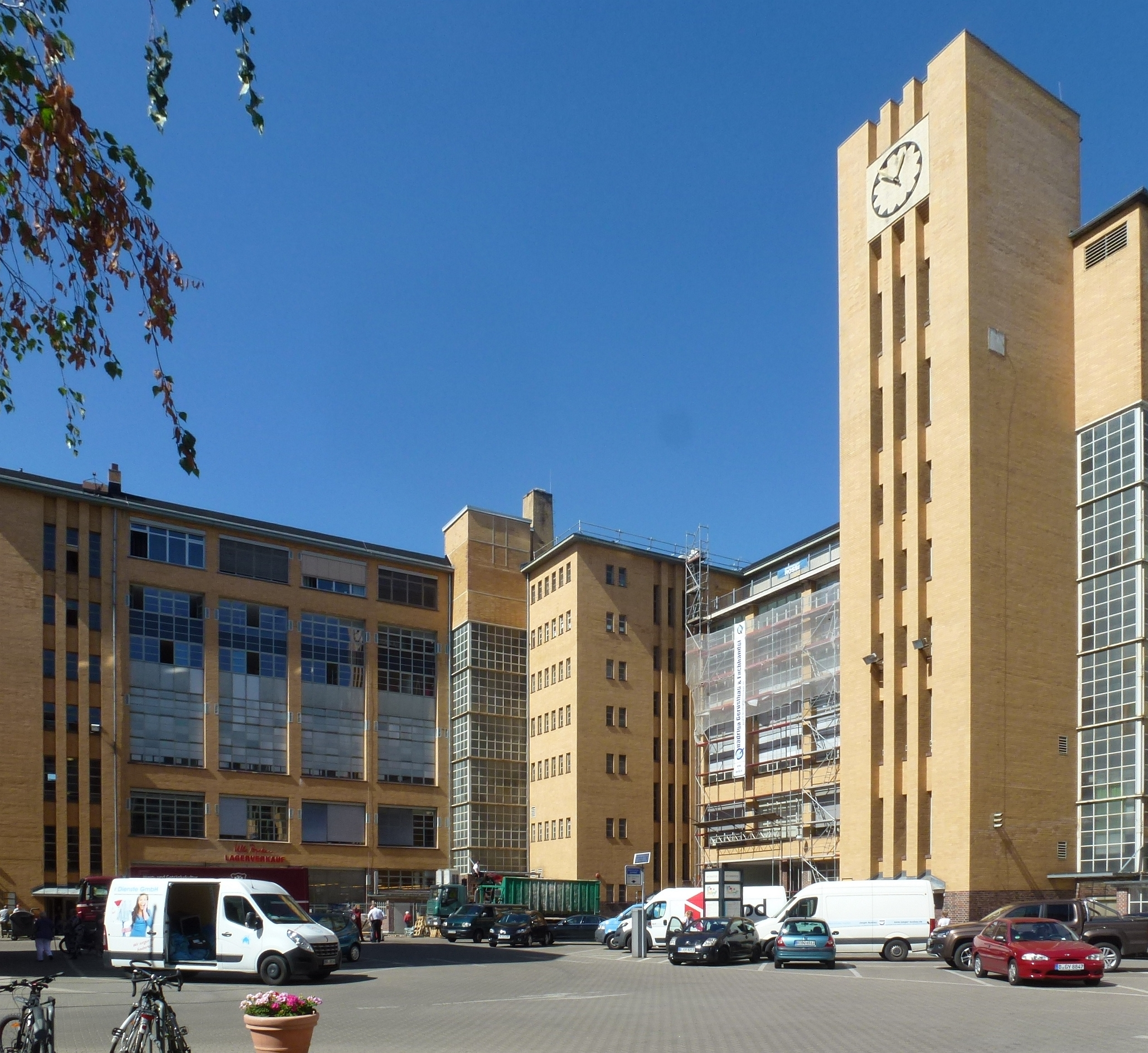
Uhrenturm mit stehengebliebener Uhr

Als 1988 ein großer Teil der Lampenproduktion in die Siemensstadt verlegt wurde, endete die Produktion von Glühlampen in den heutigen Osram-Höfen. Nach Aufgabe der Produktion wurden die Gebäude unter Denkmalschutz gestellt und von der Carrée Seestraße GbR übernommen. Die Verwaltung lag zunächst bei der Treuhand-Immobiliengesellschaft, die die Gebäude sanierte, dann gingen sie an das Immobilienunternehmen Engel & Völkers. Heute arbeiten hier über 3000 Menschen in ca. 60 verschiedenen Gewerbebetrieben und Einrichtungen, darunter Lebensmitteldiscounter, die Beuth-Hochschule für Technik Berlin, Schulungszentren und der Polizeiabschnitt 17.
Die Fabrikgebäude ordnen sich in das umliegende Wohngebiet ein, indem sie Straßenflucht und Traufhöhe der Mietshäuser aufnehmen. An der Oudenarder Straße, der Groninger Straße und der Liebenwalder Straße bilden sie einen geschlossenen Blockrand. Die fünfgeschossigen Fabrikbauten der Jahrhundertwende, entworfen von Hermann Enders, besitzen einen einfachen, auf die Produktion ausgerichteten Aufbau. Die Stahlskelettkonstruktion erlaubte den Bau stützenarmer Fabriksäle mit großen Fenstern. Durch die Backsteinverkleidung schuf der Architekt ein einheitliches und ansprechendes Äußeres. Weitere beteiligte Architekten waren Richard Schirop (Gebäude 32, 1910 fertiggestellt) sowie Waldemar Pattri (Gebäude 7, 1936–1937). 1912–1914 wurde das von Schirop entworfene Verwaltungs- und Laborgebäude an der Ecke Oudenarder Straße / Seestraße errichtet (Gebäude 31).